# قاعدة تان سون ناهت الجوية
قاعدة تان سون ناهت الجوية (بالإنجليزية:Tan Son Nhut Air Base) (بالفيتنامية: Căn cứ không quân Tân Sơn Nhứt)، هي قاعدة جوية عسكرية مشتركة بين القوات الجوية الأمريكية والقوات الجوية لفيتنام الجنوبية، بدأت إنشائها سنة 1955، وأستضافت القوات الجوية الأمريكية لعمليات عسكرية خلال حرب فيتنام، وأستمرت الدعم الجوي والتدريبي المشترك بين الجيش الأمريكي وفيتنام الجنوبية حتى سقطت سايغون سنة 1975م، ويستخدم الجيش الفيتنامي الشعبي الجوي للقاعدة الجوية «فيتنام الشمالية» للتدريب وإقلاع الطيران في الوقت الحالي.

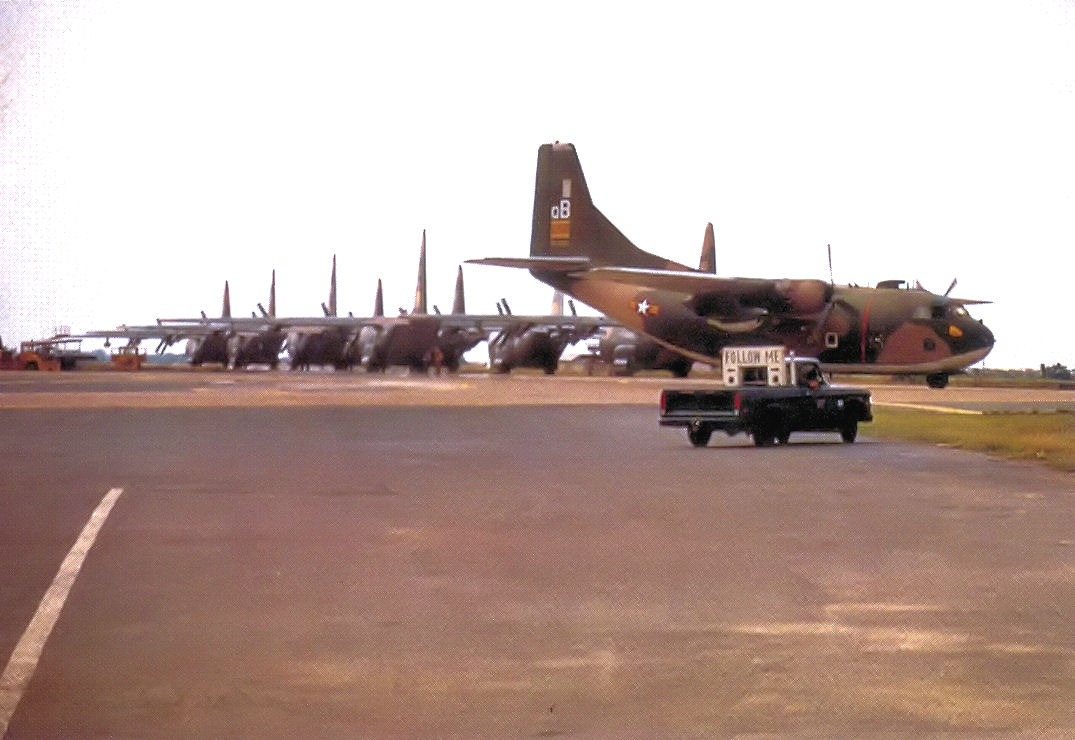
طائرات عسكرية تابعة للقوات فيتنام الجنوبية.

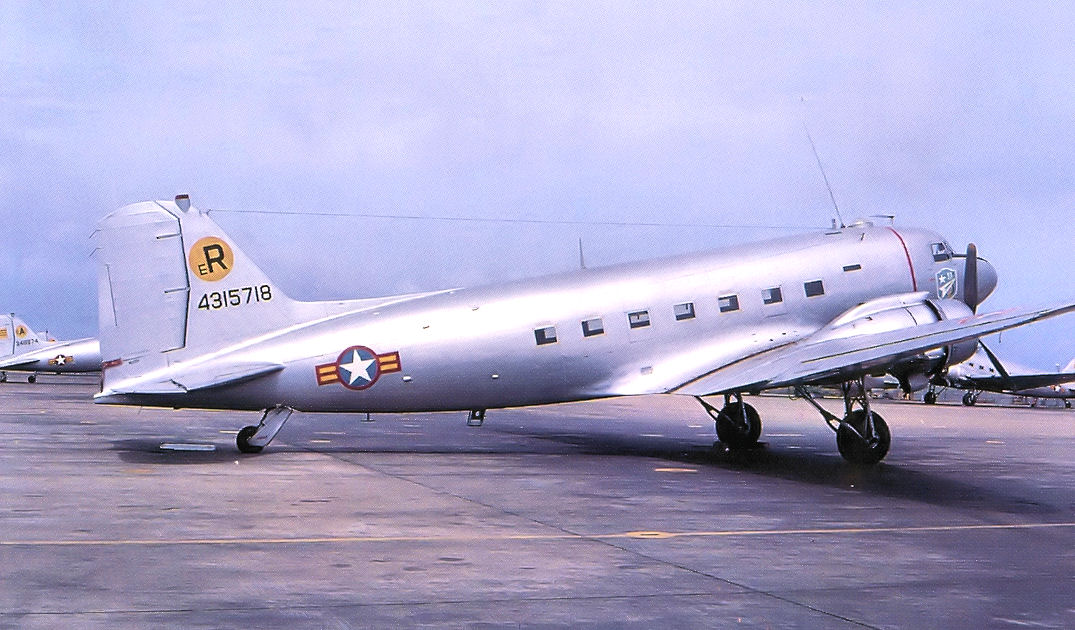
طائرة سي-47أي التابعة للقوات الجوية الفيتنامية الجنوبية.

## وصلات خارجية
- 505th Tactical Control Group - Tactical Air Control in Vietnam and Thailand نسخة محفوظة 13 يناير 2013 at Archive.is
- C-130A 57-460 at the National Air And Space Museum
- The Tan Son Nhut Association
- Electronic Warfare "Electric Goon" EC-47 Association website
- The Defense of Tan Son Nhut Air Base, 31 January 1968
- The Fall of Saigon